# Albert Riéra
Albert Riéra (Banyuls de la Marenda, 28 de gener de 1895 - París, 14 de desembre de 1968) fou un pintor, home de teatre i de cinema, pioner de la radiodifusió, realitzador de televisió, llibertari i sindicalista nord-català.
El seu pare, Joan Riera, era originari de Cantallops. De petit es va traslladar a Bordeus amb la seva família i es lliurarà de la Primera Guerra Mundial acollint-se a la nacionalitat espanyola del seu pare. El 1920 es va instal·lar a París i començà a col·laborar amb el cineasta Jean Vigo. El 1936 es nacionalitzaria francès. El 1937 començà a participar en Radio 37 amb René Lefevre al programa Le Bar des vedettes sota el nom Isidore. El 1950 col·laborà a Radio Luxembourg i Radio Monte-Carlo, i posteriorment a France Inter i France Culture. Va introduir el poeta nord-català Jordi Pere Cerdà en els cercles parisencs. També va pintar alguns quadres. Va morir el 1968 d'un atac cerebral.

## Obres

### Cinema
Guionista
- 1934: L'Atalante de Jean Vigo + assistant realitzador
- 1951: La Grande Vie d'Henri Schneider

Realitzador
- 1936: Le Pigeon, curtmetratge, amb René Lefèvre i Colette Darfeuil

Actor
- 1933: Zéro de conduite de Jean Vigo: un vigilant de nit i ajudant de direcció

### Televisió
Realitzador
- 1951: L'Homme qui a perdu son ombre de Philippe Agostini i Albert Riéra, MB Peter Schlemihl de Chamisso[1]
- 1953: Le Mal de Marie
- 1954: Capitaine Alcindor, amb Pierre Mac Orlan
- 1964: L'Histoire pittoresque (ssèrie de televisió)
- 1964: Les Hommes (telefilm)
- 1966: La Fin de la nuit (telefilm), adaptació de La Fin de la nuit de François Mauriac

### Ràdio
- Blaise Cendrars vous parle, entrevistes radiofòniques amb Blaise Cendrars, Denoël, Coll. Entretiens de la Radiodiffusion française, 1952.[2]
- Jules Vallès, realització Albert Riéra, Soirée de Paris, primera difusió el 3 de juny de 1957 a la Chaîne nationale[3]
- Enfance, entrevistes radiofòniques amb Jacques Prévert emeses el 1960.[4]